# 130 PLM 1 à 60
Les 130 PLM 1 à 60 sont des locomotives issues de la transformation des 121 série 111 à 400, construites entre 1880 et 1882. Les ateliers de la compagnie Compagnie des chemins de fer de Paris à Lyon et à la Méditerranée (PLM) se sont chargés de l'opération entre 1914 et 1922. 
En 1938, ces machines deviennent 130 A 1 à 60 à la SNCF.
Ces machines circulèrent sur les lignes du Morvan  et la section Les Arcs - Draguignan.

## Caractéristiques
- Longueur : 12,135 m
- Poids à vide : 48,3 t
- Poids en charge : 53,19 t
- Timbre : 16 kg
- Surface de grille  : 2,32 m2
- Surface de chauffe : 142,52 m2
- Diamètre des roues (motrices) : 1 650 mm
- Diamètre des roues (porteuses) : 1 000 mm
- Dimensions des cylindres : 500 x 650 mm